# Ewelina Hańska
Ewelina Hańska, geborene Rzewuska (* 6. Januar 1801 in Pohrebyszcze; † 10. April 1882 in Paris), war eine polnische Adlige, die durch ihre Beziehung zu Honoré de Balzac bekannt geworden ist.

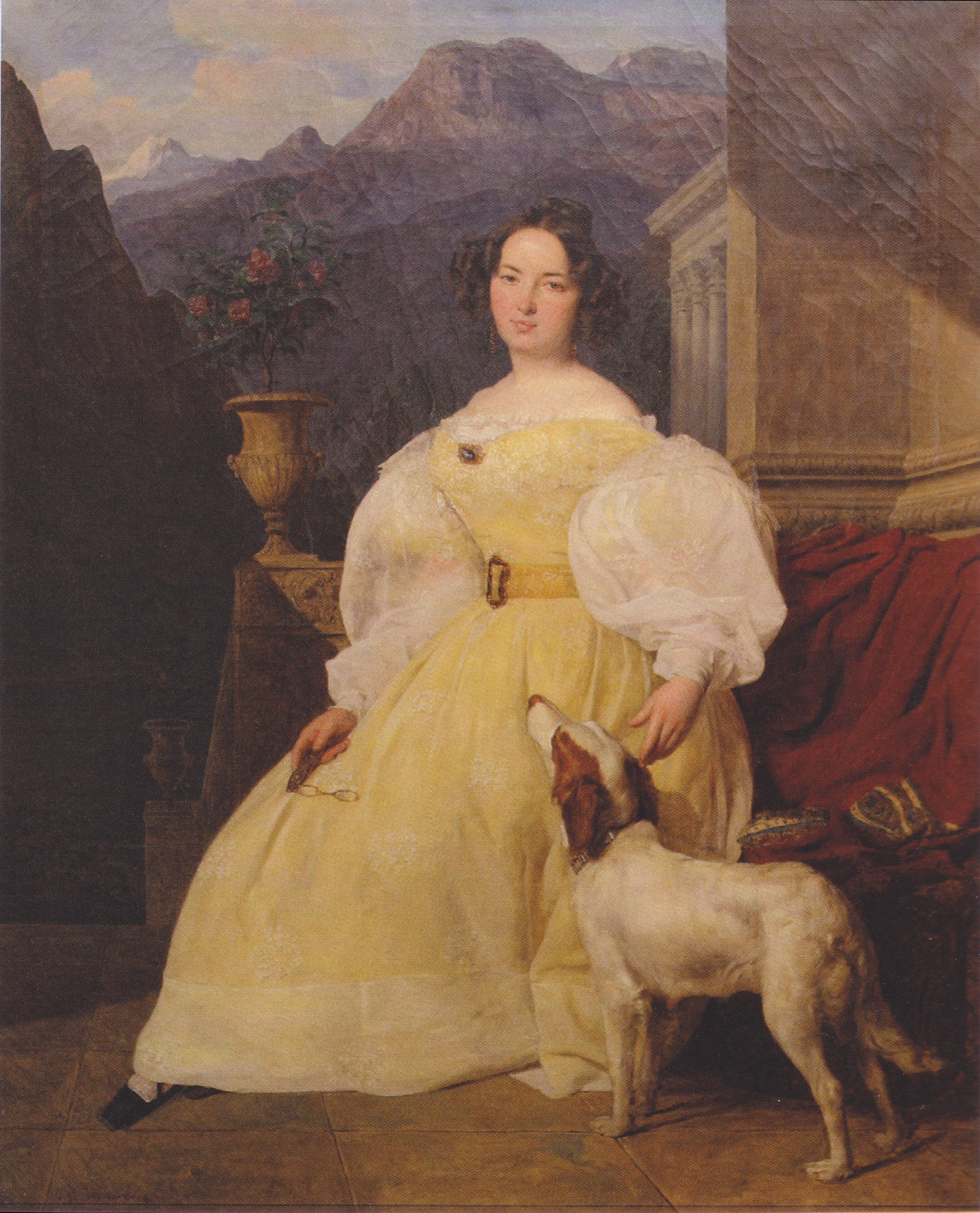
Ewelina Hańska

## Leben
Die junge Ewelina Rzewuska hatte den rund zwanzig Jahre älteren polnischen Baron Wacław Hański geheiratet und lebte mit diesem in einem Anwesen in Wierzchownia. In den späten 1820er-Jahren hatte sie begonnen, die Romane Balzacs zu lesen. Am 26. Februar 1832 erhielt Balzac einen anonymen Brief von Hańska, unterzeichnet mit „L’Etrangère“ (Die Fremde), der den Auftakt zu einer jahrzehntelangen Korrespondenz darstellte.
Im September 1833 kam es im schweizerischen Neuchâtel zu einer ersten Begegnung zwischen Hańska und Balzac, im Dezember zu einem weiteren Treffen in Genf und dann 1835 in Wien. Nach dem Tod von Graf Hański 1841 hielt sie Balzac mit der von ihm angestrebten Eheschließung noch mehrere Jahre hin; diese erfolgte erst am 14. März 1850 bei einem Besuch des bereits schwer kranken Balzac in Berdyczów, in der heutigen Ukraine. Das Paar fuhr im April 1850 zurück nach Paris, wo Balzac am 18. August 1850 starb.
Dem Leiden Balzacs gegenüber zeigte Eveline Hańska wenig Beachtung, nach seinem Tod nahm sie aber sein Erbe an, zahlte die angehäuften Schulden und verwaltete seinen Nachlass. In ihren letzten 30 Lebensjahren war Hańska mit dem französischen Maler Jean-François Gigoux liiert. Sie starb am 11. April 1882 in Paris.